# Павел Гердт
Па́вел (Па́вел-Фри́дрих) Андре́евич Ге́рдт (1844 – 1917) е руски балетен артист и педагог, от 1865 г. главен танцьор на Мариинския театър в Санкт Петербург.

## Биография
Бащата на Гердт е немец, приел руско поданство.
През 1864 г. Гердт завършва балетното отделение на Петербургското театрално училище, където учи при Пименов, Петипа-баща и Кристиян Йохансон.
Дебютира на сцена още като ученик през 1858 г. в балета „Крестьянская свадьба“. Първият му голям успех идва през 1871 г. с превъплъщението му в Алберт в „Жизел“.
Между 1865 и 1916 г. работи в балетната трупа на Имперските театри – първо в Мариинския, а после и в Александровския и Ермитажния. Смятан за един от най-добрите лирико-романтични класически танцьори на Петербург, за което помагат и физическите му данни – висок, строен, с бяла кожа и сини очи. Танцувалният му маниер – с мъжествена и същевременно изящна пластика, става образец за стил за няколко десетилетия напред.
Неговият възход съвпада с разцвета на руския балет и най-добрите постановки на Мариус Петипа, балетното творчество на Чайковски и Александър Глазунов. Гердт остава в балетната история като първия изпълнител на главните мъжки партии в балетите на Чайковскиː Дезире в „Спящата красавица“, принца в „Лешникотрошачката“, Зигфрид в „Лебедово езеро“. Танцово се отличава с благородство, пластичност и мимическо изразителност. През 1909 г. гастролира в Париж. Последното му изпълнение на сцена е през 1916 г.

Дъщерята на Гердт Елисавета (1891 – 1975) следа стъпките на баща си и е известна балерина и балетен педагог. Сред учениците ѝ са Мая Плисецкая, Екатерина Максимова, Алла Шелест.

## Преподавателска кариера
Между 1880 и 1904 г. Гердт преподава в Петербургското театрално училище. Сред неговите ученици саː Анна Павлова, Тамара Карсавина, Агрипина Ваганова, Михаил Фокин, Лидия Кякшт, Сергей Легат.

## Известни роли
- 1871 г. – Алберт в „Жизел“
- 1877 г. – Солор в „Баядерка“; Никия – Екатерина Вазем.
- 1881 г. – Люсиен в „Пахита“; Пахита – Екатерина Вазем.
- 1884 г. – Франц в „Копелия“; Свинилда – Варвара Никитина.
- 1890 г. – Дезире в „Спящата красавица“; Аврора – Карлота Брианца.
- 1892 г. – принц Коклюш (Кавалер) в „Лешникотрошачката“.
- 1895 г. – Зигфрид в „Лебедово езеро“; Одета-Одилия – Пиерина Леняни.
- 1898 г. – Абдерахман в „Раймонда“; Раймонда – Леняни, Жан де Бриен – Сергей Легат, Хенриета – Олга Преображенская.
- 1902 г. – Гамаш в „Дон Кихот“; Китри – Матилда Кшесинская.
- 1912 г. – Хан в „Конче-гърбоконче“; Цар-Девица – Матилда Кшесинская.

## Балетни постанонки
Гердт за известно време се изявява и като балетмайстор. Постановките му са силно повлияни от стила на Петипа.
- 1899 г. – „Мнимые дриады“ („Мнимите дриади“), муз. Цезар Пуни
- 1900 г. – „Искра любви“ (Искрата на люовта), муз. Маржецки и Чекрыгин
- 1901 г. – поставя балета „Силвия“, муз. Лео Делиб, започнат от Лев Иванов.
- 1902 г. – „Гавота“, муз. Камий Сен-Санс